# Chiraziulus troglopersicus
Chiraziulus troglopersicus – gatunek dwuparca z rzędu Spirostrepsida i rodziny Cambalidae.
Gatunek ten opisany został w 2015 roku przez Anę Sofię Reboleirę i współpracowników na podstawie 9 okazów odłowionych w 2012 roku w jaskini Neyneh.
Samce osiągają średnicę od 1,39 do 1,64 mm, a ich tułów budują 2 pierścienie beznogie i od 41 do 44 pierścieni z nogami. U znanych samic średnica wynosiła od 1,38 do 1,75 mm, a tułów budowały 53 pierścienie z nogami lub 2 pierścienie beznogie i 39–51 pierścieni z nogami. Dwuparzec ten jest ślepy. Występuje u niego 6 szczecin nadwargowych. Na pierścieniach jego tułowia znajdują się podłużne wyniosłości, a od piątego pierścienia też guzki z ozoporami. Przednia para gonopodów samców charakteryzuje się długim, tworzącym pełną pętlę flagellum, szablastym koksytem oraz płatami przednim i tylnym telopoditu o takich samych rozmiarach. Gonopody tylnej pary odznaczają się długim, smukłym wyrostkiem, zakończonym rozszerzeniem, wskutek czego przypomina on halabardę.
Wij znany wyłącznie z lokalizacji typowej w irańskim ostanie Kohgiluje wa Bujerahmad, na obszarze chronionym góry Chaeiz. Zasiedlana przez niego jaskinia znajduje się na wysokości 770 m n.p.m. Wilgotność względna wynosi w niej 95–99,9%, a temperatura 25°C. Krocionogi obserwowano na guanie nietoperzy oraz ścianach jaskini.